# 6026 Xenophanes
6026 Xenophanes (1993 BA8) là một tiểu hành tinh vành đai chính được phát hiện ngày 23 tháng 1 năm 1993 bởi E. W. Elst ở La Silla.